# 东横学园女子短期大学
东横学园女子短期大学（日语：／ Tōyoko Gakuen Joshi Tankidaigaku *），简称东横短（とうよこたん），是过去一所位于日本东京都世田谷区的私立短期大学。

## 概要

### 简介
- 学校最早可以追溯到于1938年[1]。短期大学为于1956年开办[1]、由学校法人五岛育英会经营、招生到于2007年、停办于2010年[2]。

### 历史
- 1956年 东横学园女子短期大学成立并同时设置一个学科即家政科[1]。
- 1966年 两个学科即日语日文科、英语英文科成立[1]。
- 1969年 家政科变更为家政学科。家政学科分离为两个专攻即家政学专攻和食物营养专攻。日语日文科变更为日语日文学科、英语英文科变更为英语英文学科[1]。
- 1989年 家政学科食物营养专攻招生最后。
- 1990年 家政学科变更为生活学科、家政学专攻变更为生活学专攻[1]。
- 1996年 两个学科即日语日文学科、英语英文学科各自招生最后。次年各自合并为语言交流学科[注 7][1]。
- 2000年 今年5月24日两个学科即日语日文学科、英语英文学科各自正式停办[2]。
- 2003年 语言交流学科招生最后、次年停止招生[1]。
- 2004年 保育学科成立[1]。
- 2005年 今年4月生活学科变更为生活设计学科[注 2]。今年5月25日语言交流学科正式停办[2]。
- 2007年 短期大学招生最后、次年停止招生[1]。
- 2009年 今年9月24日生活设计学科[注 2]正式停办[2]。
- 2010年 今年7月30日正式停办[2]。

### 宪章
- 请参看东横学园女子短期大学的标志（页面存档备份，存于） （日語） 2014年1月23日阅览。

#### 校歌
- 请参看东横学园女子短期大学的校歌（页面存档备份，存于） （日語） 2014年1月23日阅览。

## 学校环境
- 校区：在了东京都世田谷区[注 1]

## 著名人和有关人员
- 石原千秋：前教员
- 林望：前教员
- 秦恒平：前教员
- 高木美也子：前教员
- 木川裕：前教员

## 组织

### 学科
- 生活设计学科[注 2]
- 保育学科

### 前学科
- 生活学科[注 4]
  - 生活学专攻[注 5]
  - 食物营养专攻[注 5]
- 日语日文学科[注 6]
- 英语英文学科[注 6]

### 专科
| - 没有 |

### 业余课程
| - 没有 |

### 附属机关
| - 女性文化研究所 - 育儿支援中心 |

## 知名校友
- 油井亚衣：女广播员
- 井川遥：女演员
- 宫崎裕子：女记者
- 藤井彩香：女时装模特儿

## 相关链接
- 日本短期大学列表
- 东京都市大学
- 武藏工业大学短期大学部
- 亚细亚大学
- 亚细亚大学短期大学部